# 女王の教室
『女王の教室』（じょおうのきょうしつ）は、2005年7月2日から9月17日まで毎週土曜日21:00 - 21:54に、日本テレビ系列の土曜ドラマ枠で放送されていた日本のドラマである。
2005年8月27日は『24時間テレビ28』放送のため休止。
2006年3月17日・18日の21:00 - 22:54（宮崎放送では4月8日・15日の12:00 - 13:54）には続編として本作品の前日譚を描いたSPドラマが放送された。

## 概要

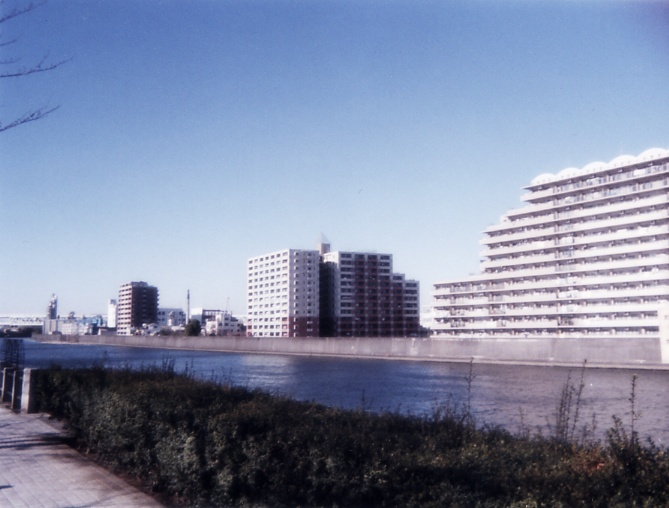
神田和美の住む隅田川沿いのマンション（中央）

強権的な態度でクラスを支配する教師・阿久津真矢（天海祐希）と半崎小学校6年3組の児童との、1年間にわたる「闘い」を描いた学園ドラマ。神田和美（志田未来）を中心とした24名の教え子の思想・心理・成長を軸として物語が描かれている。
それまでの学園ドラマの定番であった、子ども思いの熱血教師像とは大きく異なる主人公のキャラクター造形や、シビアかつシリアスなシナリオ展開などの対極的な作風が大きな反響を呼び、世間の注目を集めた。

## 受賞歴
- 平成18年日本民間放送連盟賞 NAB Awards 2006（優秀）[1]
- 第43回ギャラクシー賞 奨励賞
- 第32回放送文化基金賞 優秀賞（第1回および最終回放送分）
- 第24回向田邦子賞（遊川和彦）[2]
- 第46回ザテレビジョンドラマアカデミー賞[3][4]
  - 主演女優賞（天海祐希）
  - 新人俳優賞（志田未来）
  - 脚本賞（遊川和彦）

## あらすじ
この物語は悪魔のような鬼教師と小学6年の子供たちの戦いを描いた一年間の記録。
オープニングで、様々な出演者(主にその回の主要となる人物)が上記のアバンタイトルを読み上げる。
小学6年生になった神田和美は小学生最後の一年を楽しもうと張り切っていた。しかし、始業式当日和美の担任は「時間が無駄になる」という理由で出てこなかった。噂ではその担任は有名な「鬼教師」で、彼女が担任になってしまうと地獄のような一年間を過ごすことになるという。そして教室にその鬼教師・阿久津真矢が入ってきた。
テストの成績が悪い児童や真矢に楯突いた児童に「代表委員」と称して雑用係を務めさせるなど、冷酷に見えた真矢の真の狙いは教師が「壁」となり立ちはだかること。それを乗り越える努力をさせない限り子供たちは真の「壁」を乗り越えることが出来ない。これに最初に気付いたのが和美であった。

## キャスト

### 主要人物
阿久津 真矢（あくつ まや）（SP：富塚 真矢）
演 - 天海祐希
本作の主人公の一人で、新たに区立半崎小学校6年3組の担任になった文字通りの“鬼教師”。無表情でクールを貫くが、時に自分を出し抜こうとした児童たちの思惑を難なく見破り悪意に満ちた不敵な笑いを浮かべて見せる事もある。最終話のラストにて教え子・神田和美と偶然再会し、神田に「先生、アロハ！」と告げられそして走り去る後ろ姿を見てようやく笑顔を見せた。
恐怖政治同然のスパルタ管理教育を敷き、児童に苛烈な言動・試練を浴びせるが、これらの行動は問題の本質を児童自身が考え、解決させる力や強靭な自立心を培わせるという趣旨の考えに由来する。冷徹な独裁者として振る舞いつつ内心は誰よりも児童の事を第一に考えており、特に神田は虐められてプールで溺れそうになったところを救ってもらったり、割れたガラスの破片で怪我したところを治療してもらうなど、要所で彼女に助けられている。児童たちが道を外したり間違った考えを抱いたり的外れな質問をしたりすると、上記の目的も兼ねて事あるごとに「良い加減目覚めなさい。」「イメージできる？」といった言葉を（最低でも1話に1回は）投げかける。教育に対する信念は極めて強固であり「何が起ころうが教師を辞めようと思った事は一度もない」と言い切る一方で「自分の事を素晴らしい教師だと思った事は一度も無い。どんな教師を素晴らしいと言うのかさえわからない。」と語り、本心を口や態度に全く出さない。厳しい悪役のような存在だが､実は児童への愛情で､児童に酷い教育をしている｡
武道・料理・音楽・美術・ダンスなど、あらゆる事をそつなくこなす。第3話では、キレのある創作ダンスを児童たちの前で披露した。元夫・富塚保彦が「（教師にならなくても）お前の成績ならもっと良い会社に入れた。」と発言していた事から、学力もかなりあったことが伺える。公式ガイドブックにも「どこの大学にも行けたくらいの学力であった。」と書いてある。
ドラマ本編の中で、愛用していたパソコンはMacであり、この中に児童のプロフィールや成績が入ったデータベースが格納されていた。
好きな物は蝶、特にモンシロチョウが好きである。ドラマにおいて重要な場面では必ず蝶が登場している。SPで真矢が再教育センターから出てきたときに登場し、ふとその蝶を見上げている。
問題を起こしそうな児童の前には時間帯、場所に関係なく必ずと言っていいほどタイミングよく現れる。逆に、後ろからこっそり後をつけられても必ず気づく。
受け持った児童の家庭環境や友人関係など、個人情報は正確に覚えている。ドラマの第1話で、ある児童の名前・身長・体重・血液型・生年月日などを間違いなく正確に言い当てた事から、全ての児童の特徴はこのときすでに知っていた事が分かる。その児童が何をしようと企んでいるのか、今何を考えているのかも、全て手に取るように分かるようにしている。
彼女の家は古い安アパートの畳敷きの一室であり、生活する場所というよりも、むしろ受け持った6年3組の児童一人一人のデータが保管してある資料室のようなところである。
「自分のやっている事が間違っていると思った事はない。」と言い、たとえ東京都教育委員会の人間や同僚の教師や教頭先生に何を言われようが、教え子に対する指導のやり方を変える気もまったくないという強い 信念の持ち主である。
いつ如何なる時でも冷徹に見えがちだが、児童に対し憤慨した事が1回だけある。
首から胸元に大きな切り傷痕があり、それを隠すためか服装は常に黒のハイネック。一見すると毎回同じ服を着ているように見えるが、微妙に違った服装をしている事が分かる。ドラマ本編ではヘアスタイルはシニヨン。
最終話で区立半崎小学校の6年3組は全員卒業するが、阿久津はその前に6年3組で起こした数々の行動の責任をとり、担任を外されて再び東京都教職員再教育センターに送られる事となったため、児童と卒業式に臨む事はできなかった。しかし、6年3組の児童24人全員に思いを伝える事に成功する。児童全員から感謝の意を伝えられるも、あえて最後まで冷たく突き放して去る。最後の方で彼女のやり方に大反対だった上野教頭（半海一晃）も、卒業式の日にようやく認めて理解を示した（ドラマ最終回）。
人間的に言えば教え子のためならどんな事も厭わないものの、結局のところ阿久津がかつて批判していた人間と変わらない部分も多々見られる。
神田が教室で居眠りしていたときの夢の中で、1回だけ普通に明るく爽やかに「ごめんなさい。これが本当の私なの。」と振る舞うシーンがあった（第8話）。また最終回で神田はこの夢の中の阿久津について言及し、この夢の中の阿久津が本当の阿久津の素顔だと涙ながらに語った。
SPでは阿久津がどのように鬼教師に変貌したかの経緯が明かされる（後述）。SP内での2度目の東京都教職員再教育センターでの研修中も、中学生になった教え子の神田と真鍋由介の抱える悩みに対するアドバイスをして、それぞれ解決に導いている。
神田 和美（かんだ かずみ）
演 - 志田未来
平成5年5月10日生まれ。血液型 AB型。身長142cm、体重32.8Kg。
本作品の主人公の一人。皆と仲良く思い出を作りたいと考えるごく普通な平和主義の女子児童。友達思いで真っすぐな性格。良くも悪くもお人好しであり、財布騒動では親友・佐藤恵里花に利用されてしまった。
「てぃひっ!」や「だはぁー」など個性的な言葉を発する事もある。「てぃひっ!」という決め台詞は照れた時や、何かを誤魔化す時に多用される。
担任・阿久津のやり方に納得出来ず、友達だと信じていたクラスメイトに悉く裏切られるが、只管クラスメイトを庇い続ける彼女によって6年3組に再び絆が戻る。彼女自身は阿久津と「闘う」事で人間的に成長して児童たちの中で真っ先に阿久津の真意に気づき、いつの間にかクラスを引っ張る存在となった。そして彼女の成長は、彼女の家庭にも好影響を与えていく。
阿久津に「私の虐めに耐えられる一番強い子」と見抜かれた彼女は、最初から阿久津のしごきのターゲットにされていた。最後まで自分の意思を貫いた思考は、神原小学校（初任地）時代の阿久津と似ている。
勉強が不得意で元気だけが取り柄とも言える。私立中学校に通う病弱でクールな姉・神田優とは対照的である。しかし、阿久津の去った後、少しでも恩返しをしようと一生懸命勉学に励み、念願であった姉と同じ中学校への入学を果たした。スポーツも不得意である他、歌も音痴である。
そそっかしい性格は、いつも台所で皿を落として割っている母・神田章子にそっくりで、学校では筆箱や給食のカレーを床に落としている。
クラスメイトの真鍋と「カウントエイト」という漫才コンビを結成。自身が怒りのあまり投げ捨てた真鍋の宝物である「タタッキー」という鼴鼠の縫い包みを探し当てた後、真鍋に元気付けられた際に教えられた「辛い時はカウント8を数える」という言葉が由来である（第5話）。なお、真鍋に対しては普段は迷惑そうにしているが小学1年生の頃から彼に助けられていることが多く、徐々に異性として意識し始め、彼に想いを抱いていく。
通学途中によく凶暴な犬に出くわす。最初は怖がっていたが、精神的な成長と共に怖がらなくなりつつある。朝礼で立ったまま寝ていた事もあったらしい。
SPエピソード1では、クラス仲間との悩みなどについて、阿久津に数回相談をしに行っている。最初の挨拶は相変わらず決まって「てぃひっ!」である。
真鍋 由介（まなべ ゆうすけ）
演 - 松川尚瑠輝
平成5年9月20日生まれ。血液型 A型。身長157cm、体重45kg。スポーツ万能でサッカーが得意｡
本作品の準主人公。スナックを営むオカマの優しい祖父と2人暮らしをしている男子児童。いつもふざけてばかりいるが、実母に捨てられたり、実父に暴力を振られたりするなど悲しい過去がある。幼少期に母親からもらった鼴鼠の縫い包み（タタッキー）を常に持ち歩いている。
神田の最初の理解者であり、彼自身も神田の姿を見て成長していく。
成績は神田と最下位を争うほど悪く、常に代表委員をやらされていた。テストや授業中も落書きをしたり掃除中も遊んでばかりいるなど普段の生活態度は不真面目だが、代表委員の仕事や授業の片付けなど、真面目に取り組んでいるときも稀にある。
担任・阿久津に対しては反抗的で、テストや創作ダンスの練習をサボったり、防犯訓練や創作ダンスの練習ではお手本を見せるように主張する場面もあった。
また、クラスメイトが意志薄弱で阿久津の言いなりになっている状況にも不満を持っており、財布騒動を切っ掛けにしばらく学校に登校しなかったこともある。
進藤ひかるや数名の男子児童を除くクラスメイトのほぼ全員から見下されているが、実際は強い信念の持ち主で仲間思いかつ義理人情に熱い性格。また、いざというときには怒りなどの感情を包み隠さず、物事の真髄を突く強い正義感を持ち併せている。
第10話では阿久津に本気で戦うべく、1日1回必ず笑う事と、挨拶を「アロハ」にする事を提案した。
卒業式では阿久津の計らいで7年ぶりに母親と再会した。
神田に好意を寄せており、告白しようとまでしていたが、クラスメイトの進藤や馬場久子を口説いている一面もあった。阿久津の教えを受けている間に改心し、卒業式では阿久津に、母親を卒業式に呼び寄せてくれた事に対する感謝と「俺がいつでも先生の事を守る。」と伝えた。
SPエピソード2では、同級生のヤナギバノブヤ（後述）と起こした問題解決法などについて阿久津に数回相談をしに行っている。その際は足を怪我していたため足を引きずって歩いていた。

進藤 ひかる（しんどう ひかる）
演 - 福田麻由子
平成5年8月4日生まれ。血液型はB型。身長140cm、体重30kg。
全問正解の答案を真っ先に提出する成績優秀な女子児童。当初友人はおらず、いつも一人で本を読んでいた。冷徹かつクールな性格。個々の性格や心理をよく見抜いており、神田や真鍋、馬場の良き理解者でもある。
正義感が強く、担任・阿久津に対して反抗的であり、授業中にトイレへ行く事を禁止とされていたなかで神田をトイレに連れていった事で、自身は成績優秀であるにも関わらず、阿久津に逆らった罰として阿久津から代表委員と言う名目の雑用を任された事もある。開校記念日の創作ダンスも「くだらないから。」とボイコットした。
本来は明るくて素直な性格だが、愛する父をリストラが切っ掛けで見捨てた事や、その頃出来た親友に対して「うちの子に相応しくないから家に遊びに来ないで。」と言った母親への蟠りから閉鎖的な一面があった。そのため、最初は友達を作ろうとせず、阿久津からは「友達を作る勇気も無い弱い人間」と呼ばれていた。一方で、当初は神田や真鍋を友達として認めていなかった物の、共に代表委員として行動を共にしていく中で徐々に親しくなっていき、2人の仲を温かく見守っている。しかし、仲良くなった神田と真鍋が過去の親友と同じように自分の前から消え去る事を怖れ、財布騒動を切っ掛けに2人から距離を置くようになる。やがて、過去を受け止めて本当の友達になろうとする神田と真鍋に心を動かされて笑顔や本来の明るさを取り戻す。 その後は神田と共に6年3組を引っ張る存在になり、第8話では何でもテストで決める阿久津に対して反対意見を主張し、公立中学校志望組によるストライキを提案した。第10話では、阿久津と本気で戦うなら自分たちが阿久津に弱みを見せないようにする事や、東京都教育委員会・西郷百合子が授業見学する際には大人が答えにくい質問を阿久津にしてみる事をクラスメイトに提案する。
阿久津の教えを受ける間に改心し、卒業式では阿久津に「先生が担任で本当に良かったと思います。」と伝えた。また、授業参観では神田たちが親に自分の思いを説得している事を見て、自身も母親に歩み寄ろうとしなかった事を謝罪している。

馬場 久子（ばば ひさこ）
演 - 永井杏
平成5年9月12日生まれ。血液型はB型。身長138cm、体重30kg。クラスメイトのほとんどからは「馬場ちゃん」と呼ばれている。
勉強もスポーツも苦手だが、絵を描く事は人一倍上手である。成績優秀かつクールな進藤に憧れており、自身のスケッチ帳には彼女の似顔絵が書かれている。性格は内向的で当初はクラスに友人がいなかった。
開校記念日に行う創作ダンスの覚えが悪い事から担任・阿久津に神田と共に廊下の雑巾掛けをするように命じられ、それを機に神田と仲良くなり、一緒に創作ダンスの特訓をする。それでも本番前日の練習で阿久津に開校記念日には来なくていいと言われてしまうが、それを思いやった神田と真鍋の提案でクラス全体でボイコットを企画する。しかし他のクラスメイト同様に阿久津に脅された事で神田を裏切り、自身は創作ダンスに参加。その後、ボイコットをした神田、真鍋、進藤の「監視係」になった。この事によって自分の立ち位置が良くなったため、高圧的な性格となる。しかし、夏休みの授業で神田と真鍋の成績が良くない事で、同じ班の自身も連帯責任を取るルールに不満で班を変えてもらうように阿久津にお願いするが、「進藤さんなら兎も角、貴方がそんなに偉そうな事を言えるような成績を取っているかしら？」と詰められた。そして憧れの存在であった進藤に掃除をするよう指図した際に、「勉強や運動が出来ず、ご機嫌を取っていないと阿久津に虐められる事を恐れている。」と指摘されてしまう。しかし、神田や真鍋の思いやりと温かさに触れた事で、神田の怪我によって散らばったガラスの破片の掃除を進藤に次いで立候補した。その後は神田や真鍋、進藤と一緒にいる事が多くなる。
卒業制作では原画をデザインした。母親からは漫画家になる事を反対されていたが、卒業制作を作った事でクラスメイトから喜んでもらった経験から、授業参観で漫画家になりたい事を改めて母親に伝えた。最終的に、私立中学校に進学した模様。卒業式では「友達が出来たのは先生のおかげです。有難う御座いました。」と伝えた。

### 区立半崎小学校 6年3組の児童
※五十音順。 
安藤 桜 （あんどう さくら）
演 - 森本更紗
神田和美、佐藤恵里花、田中桃と同じ塾に通う友達。特に田中と仲がよく、いつも一緒にいる。
財布騒動以降、佐藤たちと共に神田を虐め、その後真犯人と分かった佐藤とも絶交するが、それでも佐藤を気遣う神田の影響や、真鍋由介の説得もあって友情を取り戻す。
一時は担任・阿久津真矢を撃退すべく、ストライキのメンバーになった。
最終話ではクラスメイトである田中、島田マリとともにインターネットで知り合った男たちと会いにいき、そこから連れ去られそうになっていたところを担任・阿久津に救われる。
石橋 鉄矢 （いしばし てつや）
演 - 伊藤純平
成績優秀な男子児童で私立中学校受験組の1人。黒木秀樹と仲が良く、いつも行動を共にしている。
第6話では神田が怪我をした際に廊下に散らばったガラスの破片の掃除を進藤ひかる、馬場久子、黒木に次いで担任・阿久津に伝えた。
人参が嫌いで給食の際にいつも残していたが、クラス一同が担任・阿久津に打ち勝つ事を誓ったあと、克服する事が出来た。
太田 徹 （おおた とおる）
演 - 押川大輔
第10話で、理科の授業でトイレに行っていたため授業に遅れて受けられなかったが、担任・阿久津に本気で戦うとクラスで誓った後は遅刻をしなくなる。
卒業式では阿久津に「もっと色々なことを教えて欲しかった。」と伝える。
落合 初 （おちあい はじめ）
演 - 田村勇馬
成績優秀な男子児童で私立中学校受験組の一人。
第8話で授業中にあくびをした事で担任・阿久津にチョークを投げつけられ、注意を受ける。
刈谷 孝子（かりや たかこ）
演 - 佐々木ひかり
平成6年1月13日生まれ。血液型はB型。身長147cm、体重36kg。
私立中学校受験組の一人で西川浩一に次ぐ成績を誇る女子児童。
当初は担任・阿久津に取り入ろうとしており、島田らビジュアルグループたちには不評で「（ガリ勉なため）ガリ子」と呼ばれて揶揄われていた。自身は阿久津の言う事を聞かない神田たちに反感を持っていた。だが、決して非情な性格ではなく、第8話では担任・阿久津に対してストライキをした公立中学校志望組のクラスメイトを心配する様子も見られた。
次第に神田や進藤たちのおかげで友情の大切さを認識するようになる。第9話で三者面談後に母親からは「可愛くないんだから勉強して良い会社に入るしかないでしょう？」と言われていたが、授業参観の日に、嫌われていたけど卒業制作のおかげで皆と友達になれた事を母親に伝えた。
卒業式の日、「将来は先生みたいな教師になりたい。」と阿久津に語った。
黒木 秀樹（くろき ひでき）
演 - 登野城佑真
成績優秀な男子児童で私立中学校受験組の一人。スポーツ万能でサッカーが得意。石橋と仲が良く、いつも行動を共にしている。
第6話で神田からの手紙を破った事で真鍋の逆鱗に触れて喧嘩に発展し、それを止めに入った神田に大怪我を負わせてしまう。その後、自身が神田に大怪我を負わせてしまった事に責任を感じ、神田が怪我をした際に散らばったガラスの破片の掃除を手伝うことを進藤、馬場に次いで担任・阿久津に伝えた。
最終話ではクラスメイトの女子が男たちに連れ去られそうになるところを真鍋、山下健太と共に止めに入るが、腹を殴られ、翌日も腹の痛みは癒えず、ずっと自身の手で左脇腹を押さえていた。卒業式では「良い加減目覚めなさい！って怒って下さい、亦。」と担任・阿久津に真剣な眼差しで伝えた。
斉藤 望（さいとう のぞむ）
演 - 梅岡南斗
第10話で理科の授業で教科書を忘れたことで遅刻し、授業を受けられなかった。担任・阿久津に本気で戦うとクラスで誓った後は遅刻をしなくなる。
佐藤 恵里花（さとう えりか）
演 - 梶原ひかり
神田、安藤、田中の親友。
第2話で学校に持参してきたたまごっちを担任・阿久津に没収される。これを機にPTA会長である母親に抗議するよう頼み込み、クラスメイトの親たちが学校に乗り込む事になるが、結果的には阿久津に言いくるめられる形になった。
阿久津によって島田らビジュアルメンバーと同じグループの班長に選ばれた事から反感を買われていた中、財布を自慢する島田に苛つき、財布を盗んでしまう。それを燃やそうとしていたところを見られた親友・神田に濡れ衣を着せ、虐めのターゲットにする。しかし自分が犯人である事がばれて自暴自棄になり、教室を放火しようとするも阿久津に阻止される。なお、彼女が島田の財布を盗んだ真犯人であることは、阿久津には見抜かれていた。
その後、神田やクラスメイトから真の優しさや強さに触れて成長していく。
元々は私立中学校を志望していたが、神田と同じ中学校に行きたいという思いで公立中学校志望になる。これが神田による悪影響だと思っていた母親に対して、授業参観の日に神田の悪口は言わないでほしいと訴えた。
教室放火を阻止しようとした阿久津にカッターで抵抗した際、それを素手で掴んだ阿久津の掌には大きな切り傷の痕が残り、卒業式の日に阿久津に心から謝罪をしている。
島田 マリ（しまだ マリ）
演 - 柳田衣里佳
平成5年10月15日生まれ。血液型はAB型。身長148cm、体重33kg。
松本エマ、宮内里絵と仲が良く、ビジュアルメンバー3人組のリーダー的存在。元々口が悪く、当初は他のクラスメイトとは度々衝突していた。
両親の悪口を言っていたところを担任・阿久津に盗聴されてしまう。
財布騒動以降は佐藤たちと共に神田を虐めていたが、神田たちの友情に触れ、真犯人の佐藤が教室放火未遂を起こした翌日は、他のクラスメイトと一緒に佐藤を快く迎えている。
その後は阿久津を撃退すべく、一時ストライキのメンバーになる。
松本、宮内とともに、神田たちの影響や阿久津の教えを受けるうちに改心していく。
田中 桃（たなか もも）
演 - 伊藤沙莉
神田、佐藤、安藤と同じ塾に通う友達で特に安藤と仲が良い。ハスキーボイスが特徴。小柄な体格だが気が強く、島田らビジュアルグループと衝突する場面が多い。
財布騒動以降、佐藤たちと共に神田を虐め、その後真犯人と分かった佐藤とも絶交するが、それでも佐藤を気遣う神田や真鍋の説得もあり、友情を取り戻す。
一時は阿久津を撃退すべく、ストライキのメンバーになる。
田端 美知子（たばた みちこ）
演 - 高橋香波
私立中学校受験組の女子児童。星仁美と幼馴染で、よく二人で行動することが多い。
地井 圭次（ちい けいじ）
演 - 高橋伯明
第10話では、レアなトレーディングカードを学校に持ってきたために担任・阿久津に没収されてしまう。
中村 一郎（なかむら いちろう）
演 - 針井翔太郎
空手道を習っている男子児童。小柄で可愛らしい見た目だが､気が強く､喧嘩っ早い性格｡
西川 浩一（にしかわ こういち）
演 - 酒井翔太郎
平成5年11月24日生まれ。血液型はB型。身長154cm、体重50kg。
私立中学校受験組の男子児童。頭が良く、テストでは進藤と共にトップの成績を収めている。実家が病院（診療所）で父親（演 - 市川勇）の跡を継ぐ予定｡
第3話で開校記念日で行う創作ダンスのボイコットの旨を担任・阿久津に伝えるようクラスメイトから頼まれて受け入れるが、阿久津に脅された事で未遂に終わった。
当初は短気で口調が荒く、公立中学校志望組と度々対立していた。また、勉強以外の事には一切興味を持たず、財布騒動の後に起きた神田への虐めにも一切関与しなかった。第8話では山下たちと喧嘩になり、それを止めようとした真鍋を罵倒した事で激怒した真鍋に殴られて頬に怪我を負ってしまう。後に担任・阿久津が「クラスメイトに暴力を振るような子は直ぐに転校させる。」と言った際には躊躇する様子を見せていた。翌日、真鍋からの謝罪を受け、神田や真鍋、進藤たちのおかげで友情の大切さを知り、卒業制作を作りたいと神田たちが阿久津に主張するなか自身も皆と作りたいと担任・阿久津に伝えた。
その後は神田たちとの間に溝がなくなる。第9話では三者面談後に父親からは「お前には友達は必要ない、勉強だけしていれば良い。」と言われていたが、授業参観の日に「僕はそう思いません。」と主張する。
最終話で田中と付き合い始めた事が判明した。卒業式では「僕達の事をずっと見守っていて下さい。」と担任・阿久津に伝えた。
不破 翔太（ふわ しょうた）
演 - 野村エリヤ
スイミングスクールに通っている男子児童。山下と仲が良く、いつも行動を共にしている。
公立中学校志望組で、一時は阿久津を撃退すべくストライキしたメンバーの1人。
第9話では三者面談後に母親に口答えした事で頬を殴られたが、授業参観では店の手伝いをする事を約束した。
星 仁美（ほし ひとみ）
演 - 前田樹
私立中学校受験組の女子児童。田畑と幼馴染でよく二人で行動する事が多い。
島田が財布を盗まれた際は、「泥棒顔だから。」という理由で同じ班の山下を犯人扱いし彼と喧嘩になっていたが、最終話でその山下と付き合い始めた事が判明した。
松本 エマ（まつもと エマ）
演 - 高田彩香
ビジュアルメンバーの1人。
塾をさぼって中学生の彼氏と遊んでいるところを担任・阿久津に盗撮されてしまう。
牛乳が嫌いだったが、クラス一同が阿久津に打ち勝つ事を決意した後は克服し、島田たちに祝福されている。
三田村 誠（みたむら まこと）
演 - 鎌田篤
眼鏡をかけた秀才の男子児童で私立中学校受験組の1人。
当初は勉強以外に関心が無かったが、神田や真鍋によって友情の大切さを知る。
第6話では神田の怪我が怪我をした際に散らばったガラスの破片の掃除の協力を、他の私立中学校受験組（公立中学校志望組も含む）が迷っている中で手伝う事を担任・阿久津に伝えた。
第7話ではクラスメイトが挨拶し合う時に唯一、礼儀正しく「おはようございます。」と挨拶をした。
第9話では親に弱みを握られないよう、阿久津のパソコンをハッキングしてクラスメイトのデータを消去した事もある。その後、授業参観では「受験の事ばかり考えて勉強する事は、なんか違うような気がする」と親に訴えた。
三者面談後にクラスメイトがそれぞれ親との空気が悪くなっていた時には、東京都教育委員会のホームページに阿久津の教育指導について書き込む事を提案していた。
最終話で佐藤と付き合い始めた事が判明した。
宮内 里絵（みやうち りえ）
演 - 中村泉貴
平成5年4月27日生まれ。血液型はB型。身長158cm、体重43kg。
ビジュアルメンバーの1人。メンバーの中でも血の気が多く、大人と勉強が嫌い。
山下 健太（やました けんた）
演 - 西原信裕
サッカーをしていて、Jリーガーを目指している男子児童。公立中学校志望組で不破と仲が良い。
第2話では、担任・阿久津が説教をしているときに本を読むなど周囲に関心を示さない時があるが、仲間想いな一面もある。
第6話では神田が怪我をした際に廊下に散らばったガラスの破片の掃除を進藤、馬場、黒木、石橋に次いで担任・阿久津に伝えた。
一時は阿久津を撃退すべくストライキしたメンバーの1人。私立中学校受験組の西川たちとは度々対立した。
第9話では三者面談後に両親からサッカーをやめて私立中学校受験組同様、塾へ行くよう言われていたが、授業参観で勉強も頑張るからサッカーをやらせて欲しいと訴えた。
最終話では行方が分からなくなっていた阿久津に会うべく、インターネットを切っ掛けに問題を起こす事を発案。クラスメイトの女子たちがネットを通じて知り合った男たちに連れ去られそうになるところを真鍋、黒木と止めに入ったが、返り討ちに遭う。
島田の財布が盗まれた際は、星に「泥棒顔だから。」という理由で犯人扱いされ喧嘩となったが、最終話では彼女と付き合い始めた事が明らかになっている。

### 半崎小学校 6年3組の児童の家族
神田 章子（かんだ しょうこ）〈37〉
演 - 羽田美智子
神田和美の母。何処にでもいる専業主婦だが1話ごとに皿を一枚割るシーンがあるなど非常にそそっかしく、娘たちからも度々「ママしっかりしてよ。」と呆れられている。また、子どもたちの気持ちが上手く理解出来ない一面があり、人の意見に流されやすい傾向にある。仕事を一度もした事がないというコンプレックスを持ち合わせており、当初は過度に自分を抑えてしまう事が多かった。担任・阿久津真矢との交流を通じて成長していく娘・和美に感化された事で少しずつ変化し、夫・神田武とも対等な関係を築くようになる他、第10話では進藤麗子の経営する事務所で働くことを決意する。姉がいる。
神田 武（かんだ たけし）〈40〉
演 - 尾美としのり
和美の父。広告会社に勤務しているサラリーマン。劇中の激写では家庭をまるで顧みていないような描かれ方をされているが、妻に比べれば料理をうまくこなしている他、娘・和美の変化にも気づいている激写がある。また妻が自身の不甲斐なさを棚に挙げて非難した時には、静かな怒りを見せている。
劇中では家庭を思いやる激写が多いにもかかわらず優からはなぜか非難されるなど報われない部分が目立つ。
神田 優（かんだ ゆう）〈15〉
演 - 夏帆
和美の姉。私立の中学校に通っている。病弱で喘息持ちであるが妹想いである。家では眼鏡をかけているが、出かけるときはコンタクトレンズにしている。自分の病弱さを理由に学校へ行っておらず両親にもそれを隠し続けていたが、妹・和美の成長を見て再度登校する決意を固める。
佐藤 芳江（さとう よしえ）〈40〉
演 - 黒田福美
佐藤恵里花の母。区立半崎小学校PTA会長。豪邸に住む典型的な教育ママであるが、自分の子供が一番と思っており自身の娘を甘やかしている。娘の「たまごっち」が担任・阿久津に没収された際、クラスの保護者の先頭に立って区立半崎小学校へ乗り込んで教師たちを罵倒するも、最終的には阿久津に言いくるめられてしまう。娘・恵里花の成績不良の原因を神田の責任にしており2人の仲を引き裂こうともしていたが、後に娘・恵里花から神田に対する本当の気持ちを打ち明けられた事により、神田に対する誤解を解いた。
進藤 麗子（しんどう れいこ）〈35〉
演 - 奥貫薫
進藤ひかるの母。デザイン事務所を経営している。シングルマザーで自分の仕事をきちんと持ちつつ、謙虚で神田やたちにも優しく対応するなど、神田の母・章子たち他の保護者からも「理想の母親」として強い憧れを抱かれている。以前に夫を見捨てたことや娘・ひかるの元友人に対して放った一言などから娘・ひかるとの親子仲との間に長らく強いしこりがあり、彼女が一時期閉鎖的な態度を取るようになった遠因となっている。しかし、授業参観の日を機に娘・ひかるから自分の思いを打ち明けられた事で、関係修復の兆しを見せるようになる。
真鍋 恭志（まなべ ただし）〈54〉
演 - 篠井英介
真鍋由介の母方の祖父かつ保護者。小さなバーを経営している。オネエ口調で話し、服装も女性的。孫・由介から「おじいちゃん」と呼ばれると「おばあちゃまと呼びなさい。」とたしなめる。
幼少期に悲しい過去を持つ孫・由介を思い、基本的には束縛せず、学習などにも口を出さず、孫・由介の思うようにさせている。
授業参観を通して担任・阿久津の教育指導方法の真意に真っ先に気付く。
真鍋 真由美（まなべ まゆみ）〈年齢不詳〉
演 - 酒井若菜
真鍋由介の実母で真鍋恭志の娘。最終回に登場。卒業式に合わせて担任・阿久津が必死に捜し出して密かに呼んでいた。

### 半崎小学校 教員
近藤 六助〈55〉
演 - 泉谷しげる
区立半崎小学校校長。阿久津真矢が東京都再教育センターで指導を受けたあと、阿久津の過去の経歴・指導方針を承知の上で採用し、最後までその教育方針を理解する立場から擁護に努める。普段は都合が悪くなると「あとは教頭先生に任せてありますから。」と言ってその場を取り繕うとする。校内ではいつもジャージで通しており、正装だったのは最終話の卒業式のシーンのみである。
先述の頼りなさから彼女の東京都再教育センター行きを止めることは出来なかったが、最終話では卒業式の日に忘れ物を理由に阿久津に学校へ来させ、6年3組の児童たちに会わせるように取り計う。
上野教頭〈年齢不詳〉
演 - 半海一晃
区立半崎小学校教頭。小役人的な性格で、阿久津のやり方には表面上肯定的に見えるが、実際には批判的。
東京都教育委員会から指示があった際に「児童指導のやり方を変えるように。」と強く迫り、阿久津が病院に入院した後は6年3組の担任を代行するが、最終回で子どもたちのクラスの雰囲気を見てようやく阿久津の教育方針を認める。また卒業式の日には、6年3組の児童たちに阿久津が学校に来ていることを教えた。
後日に放送されたスペシャルドラマ版により、上野だけが今まで出会った教頭職の教員の中で阿久津の教師としての信念を認めたことが明らかになっている。
天童 しおり（てんどう しおり）〈25〉
演 - 原沙知絵
6年2組担任。初めて6年生の担任をすることになった新米教師。神田和美や佐藤恵里花が小学4年生の時に担任として受け持ったことがあり、その時から神田とは親しかった。「子どもたちとは友達のように接したい。」との思いから指導の仕方はかなり甘い。熱意はあるが要領が悪く空回りしている。
辛い事があると一人カラオケでストレスを発散している。結婚を考えている彼氏がいるらしい。
阿久津から「ただ『良い先生』だと思われたいだけ。」などと徹底的に批判され、保護者からの悪評や学校を訪れた父・天童喜一の叱責もあり、一時期、教師を続ける自信をなくす。しかし、神田や進藤ひかるの励ましに加えて仕事を続けていくうちに一人の教師として成長し、阿久津が区立半崎小学校を去る際に「良い先生と思われるかどうかなんて、本当はどうでも良いですよね。そんなことは10年後か20年後に、子どもたちが決めることなんだし」と発言出来るようになっていた。阿久津からも「あなたも少しは教師らしくなったみたいね。」と認められた。
阿久津が区立半崎小学校を去った後には、彼女のように黒い服を着て子どもに厳しく接するようになっている。
劇中では阿久津と対照的な教師として描かれてはいたが、スペシャルドラマ版により教師として未熟な言動や信念の弱さ、新任教師時代の阿久津の当時の年齢と同じ歳など、さまざまな側面において新任教師時代の阿久津と多くの共通点を持っていることが明らかになっている。
並木 平三郎（なみき へいさぶろう）〈44〉
演 - 内藤剛志
6年1組担任。6学年主任。
かつては情熱を持っていたが、次第に他の先生や児童の顔色ばかり伺う教師になってしまっていた。阿久津と仕事をするようになってからは昔のような情熱を取り戻していく。
阿久津が辞めることになった際には自身の教師としての不甲斐なさを嘆きつつ「阿久津先生みたいなやる気も理想もある人を守っていかなければならんのでは？」と漏らしていた。

### その他の登場人物
天童 喜一（てんどう きいち）〈54〉
演 - 平泉成
第9話に登場。天童しおりの父親。
区立半崎小学校を訪問した際、他の教職員がいる前で娘の教育者としての資質不足を厳しく批判するも、最後に娘から「子どもたちと一緒に悩み、進む教師になりたい。」と言われる。
実は阿久津がかつて赴任していた中泉小学校に校長として赴任しており、同エピソードでも阿久津との再会に「ここにいたんですか。」と驚く一面を見せている。
西郷 百合子（さいごう ゆりこ）
演 - 根岸季衣
第9話・第10話に登場する東京都教育委員会所属の女性職員。
東京都教育委員会のHPにおける阿久津についての書き込みを受けて区立半崎小学校を訪ねる。阿久津とは対照的な教育観念の持ち主であり、授業見学直後も校長・近藤と教頭・上野に厳しい口調で懲戒免職を求める。
最後まで阿久津の教師としての信念を認めなかった人物。

## スペシャルドラマ

### キャスト（SPドラマ）
上田  某〈40〉
演 - 石原良純
東京都教職員再教育センターで担当官を務める男性役員。元々エリート畑から転部してきたためメリハリのない現職の状況に強い不満を抱いている。阿久津真矢やその教育方針には当初「教師に向いてないんじゃないですか？」「理想論だ。」と批判的だったが、話を聞くうちに非常に強い関心を抱くようになる。阿久津の壮絶な教師生活の過去を知る数少ない人物であり、ひとしきり話を聞いた後には「虚しくなりませんか？そんなに立派な覚悟があっても、現実は残酷っていうか、誰も分かってくれないし、結局またここに舞い戻ってきたんでしょう？」と阿久津の事を認めている。

### エピソード1〜堕天使〜

#### 1994年 - 1999年
登場人物の年齢は全てその当時のもの。
阿久津  真矢（富塚  真矢）〈（25 - 31〉
演 - 天海祐希
都内の国公立大学教育学部卒業後に小学校教諭になり、1994年、25歳の時に神原小学校6年1組の担任になった“新米教師”。初めて担任を任された事で希望に満ちており、本編でのクールかつ無表情だった阿久津からは想像も出来ないような、常に明るく笑顔を絶やさない天使のような優しい教師。児童に対しては友達のように接しようとし、常に「良い先生」でありたいと熱意を傾ける一方、甘すぎる彼女の指導方針と、全員が落ちこぼれないようにと気を使い過ぎたことが仇となって教え子や保護者に嫌われたうえに周囲の同僚教師からも反感を買ってしまう。この影響から唯一阿久津を慕っていた教え子の池内愛から交換日記を断ったが、池内からはその逆恨みを受けた末に彼女の戯言が原因で起こった虐待疑惑の影響で自宅謹慎を言い渡されてしまい、結果的に教職を自主退職に追い込まれてしまった。
退職後は富塚保彦からのプロポーズを受けて結婚し、「富塚」姓となる。
1999年5月、5歳になった息子・富塚翔を立派に育てる事を生き甲斐にするも、やがて子育てのやり方や、考え方の相違に端を発して夫・保彦と仲違いする。息子の事故死も重なって結婚生活は長続きせず、全てを失った事に絶望して息子の死に場所で自殺を図ろうとしたところに、池内から自殺を示唆する電話を受ける。それを機に池内と再会し、彼女が非行に走って自堕落な生活を送り、その過程で子供を身ごもっているという事を知る。その後、二人で列車自殺を遂げようとするも、池内が恐怖から錯乱状態に陥った事で自殺を思い留まり、叱咤激励し立ち直らせた事が切っ掛けで初めて彼女と互いを理解し合う事ができ、正式な謝罪と感謝を受けた事で教員生活をやり直す決意をする。
それからは厳しくする事の意味を完全には理解していないものの、自身のやり方を改め面接でも「愛を持って接すれば多少今は厳しくしても何年かたって分かってもらえるのではないか。だから、必要とあらば体罰も辞さない」という考えを表明した。体罰を容認する発言であることで多くの学校から門前払いを受けるなか、当時中泉小学校に勤めていた天童喜一の計らいで、2002年11月に晴れて同校への教師としての赴任が決まる。
父・阿久津真一とは、経営している私立学校で不正をしていたという報道が流れた事が切っ掛けで、夫・保彦が日常会話の中で父・真一の件を引き合いに出しただけで激昂するほどにまで嫌悪するようになってからは父子関係が断絶しており、最後まで和解する事はなかった。
服装は白で明るいパステル系。ヘアスタイルは軽いウェービーヘアー。上記の神原小学校での挫折、息子の死、かつての教え子の愛と心を通わせられたなどの経験を経て少しずつ強い意思を宿すようになる。復職の面接の際はハーフアップのヘアスタイルにしており、新たな小学校への初着任時にポニーテールに変え、服装も白からグレーのスーツに変えるなど、少しずつ鬼教師へと近づいていっている。
富塚 保彦（とみつか やすひこ）〈30 - 36〉
演 - 生瀬勝久
阿久津の夫で、彼女とは数年間の交際関係を経て結婚した。大手の建設会社・竹菱建設に勤務するサラリーマンで、普段は温和であまり声を荒げる事をしない反面、気弱かつお人好しである。勤め先の脱税や政治家への贈賄が表沙汰になった際、家庭の食い扶持を失う事の恐れと共に「真矢のお父さんだって事情があったんだろう。」「日本中、多かれ少なかれみんな同じ事をやっている。それが社会ってもんだ。」と理由を付けて開き直る。
また、妻・真矢の家庭事情については交際時から把握してはいるものの、妻の立場や心情をあまり考慮せず彼女自身だけに問題があるかのように認識している他、結婚前に池内が自殺を示唆する電話を掛けてきたことを妻・真矢が心配した時も、「どう（池内の）悪戯で気にする事はない。」と発言している。そのため、事あるごとに彼女の言い分を聞き入れる事なく両親と和解するよう一方的に勧めており、挙式の際にも妻・真矢に黙って両親を勝手に招待し、妻・真矢が父・真一から後述の屈辱的な言葉を吐かれる事態を引き起こしている。
結婚当初も良好な夫婦関係を保ち、自分なりの方法で妻子に常日頃愛情を注いでいたものの、妻・真矢の厳しすぎる息子・翔の子育てに疑問を感じており、教育方針や躾をめぐる意見の相違が出始める。息子がチック症を患った事や、勤め先の不正に対する上述の弁解について妻・真矢から非難された事なども相まって、妻・真矢の家庭事情や過去を引き合いに出しながら母親や妻としての真矢の努力を否定するような発言をするまでに口喧嘩がエスカレートする程に夫婦仲が冷え切ってしまう。二人を気遣って心配する息子から言葉を掛けられても自らの態度を省みる事のないまま、最終的には息子の事故死が決定打となり、妻・真矢とは正式に離婚に至った。葬儀の後「お前が（翔を）殺したんだ。」と涙ながらに妻・真矢を一方的に責めており、彼女の心に深い傷を残す事になる。
本編の公式ガイドブックでは、スペシャルドラマ放映に先んじて保彦が匿名で登場しており、SPドラマの公式ガイドブックでも真矢の復職を知ったものの彼女を一方的に非難し続ける発言が掲載されている。また、とある子供の同級生の母親のインタビューによると、浮気が離婚の原因であると語られている。
阿久津は後に保彦の事を踏まえてか、本編第10話では勉強する意義について授業中で議論になった際、「良い会社に入るために勉強する。」と発言した児童たちに対して、「社長にでもなるつもり？じゃあ、そこそこ出世して沢山退職金を貰って豊かな老後でも過ごす？そんな甘い考えでいいのかしら。会社にリストラされたらどうするの？嫌な上司がいて、虐められたらどうするの？そもそも、貴方たちの考える『良い会社』っていったいどんな会社？今は、どんなに有名な会社だって裏でどんなに汚い事をやってるか分からないんだし、いつ潰れてもおかしくない時代なのよ？」と手厳しく諭した上で自分なりの見解を述べている。また結婚前に夫・保彦が「子供の事を信じるのも良いけどさ、もっと現実的になれって。お前のやり方だと24時間子供を見張ってないといけなくなるぜ。そんな事したら体もたないって」と言っているが、阿久津が鬼教師になった後に同じやり方をした結果、その言葉通り過労で倒れてしまっている。
富塚 翔（とみつか しょう）〈5〉（1999年当時）
演 - 武井証
等々力幼稚園に通う阿久津の1人息子。親思いで心優しくどんな困難な事にも一生懸命な性格だが、母・真矢の厳しい躾や、両親の不仲などに起因するストレスの反動によってチック障害に陥ってしまう。障害を抱える自分の躾や教育の在り方をめぐって両親が対立していった事に罪悪感を抱くようになり、母・真矢の好きなモンシロチョウを捕まえようとして川辺に行った際、誤って川に転落し溺死してしまう。
彼の死を機に、母・真矢は今までの生き方や自身の教師としてのあり方を省みる事になり、その後も教え子への指導の際に彼を思い起こしてはたびたび彼を死なせてしまった罪悪感に苛まされている事が示唆されている。また、彼との関係や後述の父・真一との確執を踏まえて、子どもに対する親の身勝手な期待や無理解などを実感し、家族とのわだかまりを持つ児童たちに、阿久津が必要に応じて家族の心情を察して歩み寄る事の重要性を説くきっかけになる一方、阿久津の心情を誰よりも理解しており、母・真矢と口論となった父・保彦に対しても「ママは僕の事が好きだから叱ってくれる。僕が弱いから、頭が悪いからいけない。悪いのは全部自分だから、パパもママに怒らないでほしい。」と宥めた事がある。この事は周囲からの理解を得られず自分は偽善者ではないかと悩んでいる阿久津の区立半崎小学校時代の教え子・神田和美に対して阿久津が（その後の池内の改心に成功した事なども踏まえて）「本当に相手を思っているのなら、あれこれ言い訳しなくてもいつかちゃんと分かってくれる。今は辛くてもそう信じなさい。」と激励する切っ掛けともなっている。
阿久津 真一（あくつ しんいち）〈58〉（1994年当時）
演 - 西岡徳馬
真矢の父。私立学校の経営者だったが、不正疑惑に関する報道が原因で真矢から一方的に嫌悪されて以来親子関係が断絶しており、彼女が公立学校の教師を志した一つのきっかけにもなる。
問題から半ば逃げ出すように退職・結婚した娘・真矢に対しては、彼女と和解させようとした新郎・富塚の計らいで挙式に招待された際に、「これがお前にとっての幸せなのか？あれだけ人を批判して偉そうな事を言って教師になったくせに、自分の思い通りにならなかったら、尻尾を巻いて逃げ出すのか？」と問いかけた後「女は良いなぁ。いざとなれば結婚すれば良いんだしな。」などと娘・真矢の本心を見透かしたような辛辣な言葉を投げ、式場を去った。
公式ガイドブックでは、将来は自分の学校を娘・真矢に継がせるつもりだった事が記載されており、断絶後も娘・真矢に対して自分なりの親心を持っていた事が示唆されている。またこのときに彼が放った一言が、後に娘・真矢が自分の人生を顧みるきっかけとなり、虐めの矛先が自分に向いた途端に学校を去ろうとした宮内英二や覚悟が足りていない新米教師の天童しおりに同じ内容で叱咤する事になる。
阿久津 美矢子（あくつ みやこ）〈53 - 59〉
演 - 江波杏子
真矢の母。ドラマ本編では、夫・真一が確執を抱えていた娘の結婚式で上述の嫌味を吐いたときも夫を制止したり、娘・真矢が離婚直後に徘徊していた際にも声をかけたりするなど、家族関係を取り持とうとする心優しい良妻賢母として描かれている。
しかし、公式ガイドブックでは、一部の近隣住民による「夫の言う事に逆らえない気弱な母親」という評判が引用されており、外部からは必ずしも芳しい印象を持たれていなかった事が示唆されている。
池内 美栄子（いけうち みえこ）〈35 - 40〉
演 - 三浦理恵子
池内愛の母。娘を常日頃から溺愛しており、自分の子が一番可愛いと思っている。「愛ちゃんが、愛ちゃんが」という言葉を口癖のように言い、娘の虚言が原因で真矢の虐待疑惑が起こった際は自ら学校に押しかけた上、娘の戯言を鵜呑みにして「こんな虐待教師が担任だと分かったら他の保護者もどう心配なさるか？」などと担任・阿久津への怒りを露わにする。
しかし、母親でありながら保護者としての自覚と責任感に欠けている部分があり、後に娘が非行に走った際にはあっさりと見放した上、「元はと言えば、愛ちゃんがあんな風に変わっちゃったのは全部貴方のせいじゃない！」と激怒し全ての責任を阿久津に転嫁する始末であった。
桐谷教頭〈50〉（1994年当時）
演 - 金田明夫
神原小学校教頭。典型的な事なかれ主義の教員であり、教育観についても時代遅れで柔軟性に欠けた部分がある。池内が起こした虐待騒動時にも阿久津の言い分を一切聞かなかった上に「これでも阿久津先生を信じていたつもりだ。だが、これは我が校の全教師に対する裏切りですよ！」と罵倒した。
ドラマ本編のガイドブックでも、スペシャルドラマ放映に先駆けて匿名で登場しているが「阿久津の問題行為を信じてはおらず退職時には残念に思った。」とドラマ本編とは全く矛盾した発言をしている。
松平校長〈56〉（1994年当時）
演 - 諏訪太朗
神原小学校校長。事実上桐谷のイエスマンであり、池内が起こした虐待騒動時も桐谷の意見にただ相槌を打つのみであった。

#### 神原小学校6年1組の児童
五十音順に記載。
相田 たける（あいだ たける）
演 - 広野健至
荒井 えりな（あらい えりな）
演 - 角池恵里菜
池内 愛（いけうち あい）
演 - 後藤果萌〈12〉（1994年当時） / 戸田恵梨香〈17〉（1999年当時）
「エピソード1」の中心人物。神原小学校6年1組。表向きは明朗活発で献身的な性格だが、その裏では他者からの愛情に飢えており、自分がぞんざいに扱われていると思い込むと感情を暴走させる一面がある。最初は担任・阿久津真矢に憧れて雑用を進んでこなしたり積極的に学級委員になったりし、やがて個人的に阿久津と交換日記を始める。しかし、阿久津に対する他の児童の保護者たちの批判や圧力が原因で交換日記を断られた事を自身を裏切ったと逆恨みして阿久津を偽善者呼ばわりし、理科の実験で三角フラスコを使って塩酸と火薬を混ぜ、火のついたマッチを投げ入れて爆発させるなど極めて悪質な悪戯行為を繰り返した上に自傷行為を行うようになり、真矢に虐待されて傷を負わされたという虚言を親や学校中に広め真矢を退職に追いやる。
その後、高校へ進学するも退学して非行に走った事で母親との関係が悪化し、交際相手との間に子供を身籠る。しかし、妊娠が発覚した途端に恋人に捨てられた事で誰にも愛されない自分の立場に失望し、死を選ぼうとする。この際にかつての担任・阿久津へ電話をかけた事で彼女と再会し、2人で心中しようとするも死への恐怖からパニックに陥って失敗し、阿久津から自分が他人に愛されない理由が自分自身の利己的な考えや態度にある事を指摘され、愛されるために分からない事を学ぶ姿勢の重要性を教えられた。その後は真矢の勧めで中絶手術を受け、更生して復学する事を決意する。入院時に自分の虚言で真矢を退職に追い込んだ事を謝罪するとともに、自身を立ち直らせた阿久津への感謝の思いを涙ながらに伝え、教師への復帰を志す切っ掛けを作る。その後の動向は不明。
池田 恭二（いけだ きょうじ）
演 - 池田恭祐
石川 美代（いしかわ みよ）
演 - 石川美穂
大内 元気（おおうち げんき）
演 - 大内元康
大坪 亜希子（おおつぼ あきこ）
演 - 大坪あきほ
大和田 篤郎（おおわだ あつろう）
演 - 大和田篤司
岸 彩香（きし あやか）
演 - 岸彩海
岸 翔太郎（きし しょうたろう）
演 - 岸翔真
鬼頭 歌子（きとう うたこ）
演 - 鬼頭歌乃
清田 公平（きよた こうへい）
演 - 清田陽平
近内 美緒（こんない みお）
演 - 近内里緒
阪本 奨（さかもと しょう）
演 - 阪本奨悟
佐久間 俊介（さくま しゅんすけ）
演 - 佐久間俊
鈴木 あきら（すずき あきら）
演 - 鈴木明里
鈴木 亮（すずき りょう）
演 - 鈴木亮介
砂川 政雄（すなかわ まさお）
演 - 砂川政人
千葉 一也（ちば かずや）
演 - 千葉一磨
日高 里香（ひだか りか）
演 - 日高里菜
廣瀬 真也（ひろせ しんや）
演 - 廣瀬真平
古川 あかり（ふるかわ あかり）
演 - 古川茜
水黒 はるか（みずくろ はるか）
演 - 水黒遥日
村瀬 継（むらせ つづく）
演 - 村瀬継太
薬師寺 卓也（やくしじ たくや）
演 - 薬師寺匠
矢端 名子（やばた なこ）
演 - 矢端名結
若林 大樹（わかばやし たいじゅ）
演 - 荒木大悟
和田 真代（わだ まよ）
演 - 大野真緒
渡辺 彩（わたなべ あや）
演 - 渡辺彩乃
渡会 なつき（わたらい なつき）
演 - 飯島夏美

#### 現在（2006年）の登場人物（エピソード1）
神田 和美
演 - 志田未来
私立中学校に通う中学1年生の女子生徒。中学校入学当初からクラスメイトとの悩みなどについて区立半崎小学校6年3組時代の恩師・阿久津真矢に数回相談をしに行っている。

### エピソード2〜悪魔降臨〜

#### 2002年11月 - 2003年2月
登場人物の年齢は全てその当時のもの。
阿久津 真矢〈33 - 34〉（2002年 - 2003年当時）
演 - 天海祐希
中泉小学校6年2組の担任。神原小学校での挫折から愛の言葉を受けて教壇に戻り、以前のような笑顔は見せず児童には厳しく接しようと自分の教育方針を改める。2002年11月に彼女の話を聞いた中泉小学校の天童喜一校長との面接の結果、採用が決定した。
厳しくしようと決意してはいたものの本編での真矢に比べて意志が揺らぎやすく信念と覚悟が中途半端な一面があり、教え子・宮内英二に隙を突かれる一因となってしまう。また、時折感情的になりやすい傾向もあり、教え子・里中翼が不登校に陥った際は助けようとするあまりに焦って怒鳴りつけてしまったり、里中が入水自殺を図った際は息子・富塚翔の死と重なったためか激しく取り乱したりするなどの様子を見せている。
宮内が里中の虐めをクラスメイトに煽っている事に気づいて解決すべく尽力するものの、先述の覚悟の甘さから失敗が重なり、結局里中の自殺未遂を招いてしまう。これを機に宮内と本格的に対峙するものの、悪びれる素振りを見せない宮内から「どうして人を殺しちゃいけないんですか？」と明け透けに切り返された事から、体罰を加え激しく殴り合う。息子・翔を思い出しながら、彼に今まで人に課してきた「痛み」を教えるため首を締め上げつつ殺人を犯してはならない理由を諭したが、この事が原因で宮内の両親から圧力をかけられる形で職を追われる事になってしまう。しかし、宮内との殴り合いで負った怪我の治療中に、見舞いにきた天童から謝罪と激励の言葉を受けて教師を続ける意志が芽生え、東京都再教育センターでの研修を決意する。
2003年2月、研修期間中に一時は教師の道を断念し、学習塾の講師を希望しようとしていた。たまたま近くを通りかかった際にあった塾に立ち寄ろうとしたとき、里中と再会し、宮内がクラスでの立場をなくした事に失望して転校しようとしている事を聞かされ、説得の末に思い留まらせた事で、宮内から正式に謝罪され愛用のボールペンを（罰として没収する名目で）譲り受ける。
2005年2月に東京都教職員再教育センターの研修を終えた阿久津の噂を聞いた区立半崎小学校校長・近藤六助がアパートを訪れ、彼女の過去を知りながらの採用の打診を受け、条件つきで引き受ける。このとき、近藤が「今度もし、教師として採用されるとしたら次はどうされるおつもりですか？」と聞いたところ、彼に向かって「鬼になります。そして子どもたちに何と思われようが、私自身が大きな壁となり徹底的に厳しく接します。それをすれば、当然親たちが批判するでしょうが、全て受けて立つつもりです。その代わり子供たちの家庭環境や友人関係、本人が今何を考えているかまで全て調べます。何か問題を起こしそうな子がいたら寝ないで監視するつもりです。」と言い、鬼教師としての道を選んだ。そして、2005年4月、受け持つクラスの児童の個人情報をすべて集めるなど、着々と教師復帰への準備を進め、ドラマ本編へと繋がる。
服装はグレーのパンツスーツもしくはジャージ、ヘアスタイルはポニーテールだったが、自身の教育方針を理解した天童からの激励や宮内の改心の成功などが重なり、徐々に信念を強めていき、それに合わせ服装の色もグレーから徐々に黒へと変わっていった。区立半崎小学校への赴任が決まった際は髪型をシニヨンに変えて服装も完全に黒で統一し、完全に鬼教師としての道を歩み始めていく事になる。担当するクラスも、「白マヤで1組、灰マヤで2組、黒マヤで3組」とクラスの組も変わっている。
なお阿久津が鬼教師に変貌するという設定は、映画「スター・ウォーズ・シリーズ」でアナキン・スカイウォーカーがダース・ベイダーとして生まれ変わる事がモチーフとされている。アナキンの息子であるルーク・スカイウォーカーの衣装も、シリーズが進むごとに、白（エピソード4）→灰色（エピソード5）→黒（エピソード6）と変わっていく。
天童 喜一〈51〉
演 - 平泉成
中泉小学校の校長を務める男性教員。本シリーズの登場人物である天童しおりの実父で、阿久津の教育方針を理解する数少ない人物である。6年2組の担任はこれまでに2人も辞めており、「ひょっとしたら何か大きな問題が起こるのではないか」と懸念していた。「児童にも保護者にも愛を持って厳しく接する」という強い気持ちを持つ阿久津に賭けてみようと思い立ち、阿久津を迎える。
教育者として自分の考えや理想・情熱も持っているが、宮内のクラスに関しては「特に表立って問題があるわけではない。」と評しており宮内による虐めが横行するクラス内の現状までを見抜けてはいなかった。
阿久津の教師としての信念については当初は困惑した表情を見せつつも、阿久津の強い信念を受けて徐々に認めるようになる。結局は宮内の両親の圧力に負ける形で彼女の東京都再教育センター送りを阻止できず、阿久津が入院先の病院でリハビリを受けていた最中に見舞いに来た際、「今度ばかりはどうにも出来ませんでした。宮内君のご両親はもう話も聞いてくれないし、他の保護者や教師たちも全て阿久津先生が悪いと決めつけてしまって。私の力不足です。申し訳ない。」と阿久津の退職を阻止できなかった事を謝罪した上で、「こんな事を言える資格がないのは重々承知なのですが、本校を辞めたとしても教師自体は辞めないでいただきたい。東京都再教育センターに行っても何とか頑張って、現場に戻ってほしい。貴方のような先生が今の子どもたちには必要なんです。」と言葉をかけ、彼女が一層教師としての信念を強めるきっかけとなった。その後、区立半崎小学校で娘・しおりの同僚教師として働く阿久津と再会を果たす（本編第9話より）。
平野教頭〈50〉
演 - 清水章吾
中泉小学校の教頭で典型的な事なかれ主義の男性教員。非常に弱腰で臆病な性格。面倒な事を極端に嫌っており、自分に対して不利な事になるとすぐに相手に媚びへつらっては事態を丸く収めようとする。このため宮内の両親から圧力をかけられた際にはすぐさま卑屈な態度をとってはイエスマン的に動いており、宮内との乱闘騒ぎの際には真っ先に阿久津を辞めさせようとする。
宮内 典子（みやうち のりこ）〈35〉
演 - 西田尚美
英二の母親。普段は異常なまでに息子・英二をかわいがるが、非常に高慢でヒステリックな性格。息子にとって有利な環境を作るためなら、夫・宮内雅臣とともに学校へ圧力をかける事も厭わないモンスターペアレント。しかしながら、息子に対する異常なまでの溺愛は、息子同様に成績優秀だった長男の死からこれ以上子どもがいなくなってしまうことへの恐怖心によるものであり、結果的には息子本人に劣等感を植えつけて学校での一連の問題行為に至らしめている。
しかし、学校での息子の問題行為にまったく気づいておらず、逆に彼が担任・阿久津に叱責された際には平手打ちを浴びせた挙句に「もう二度とうちの息子（英二）に近づかないで！」「この子は自分の全てなんです。うちの息子に何かあったら殺してやるから。」と罵倒した。息子のクラスメイトである里中の自殺未遂騒動に至っても息子の問題行為の事実を認めようとしなかったため、息子の転校騒動の際にも、同じ子どもを亡くした立場から息子・富塚翔との思い出を踏まえた阿久津に諭されるも「人の息子殺そうとしたくせに勝手な事言わないで。」「これ以上邪魔するなら主人に言って二度と教師に戻れないようにしてもらいますからね！」などと言い頑なに耳を貸さず、最後まで改心する事はなかった。改心した英二に対しても「何してるの！お父さんに言いつけるわよ！」と脅しをかけるも、「勝手にすれば？誰が何と言おうと、僕はこの学校を卒業するから。」と愛想を尽かされる形で一蹴されて切り離される羽目になった。
宮内 雅臣（みやうち まさおみ）〈40〉
演 - 矢島健一
英二の父親。東京大学法学部卒のキャリア採用で東京都庁に勤めている公務員。エリートゆえか極端な選民思想を抱いており、息子・英二に対しては「お前が一番だ。世の中強い者が全てだ。」と常に言い聞かせている。息子へのえこひいきを押し通すためなら典子と共に学校へ圧力をかける事も厭わず、問題行為を繰り返す息子を叱責する担任たちを疎んじ、都庁キャリアとして自分の権力を行使して黙らせ、退職に追い込んできた。息子の担任・阿久津に対しても「本来なら即刻辞めていただくつもりだが、校長先生にはいろいろお世話になっているし、私たちとしてもかなり譲歩してきたつもりですよ？その代わり、もう二度とうちの息子には近づかないでください。それから、覚えておいてくださいね。あなたが二度と教職に戻れないようにする事など簡単だって事を。」などと豪語している。
その一方で、息子が心臓病で入院した際には心配する素振りを見せなかったどころか「駄目な奴」呼ばわりするなど一方的に蔑むような態度を取っており、この事が後に息子が学校で問題行為を繰り返す遠因となっている。息子が担任・阿久津との取っ組み合いの末に怪我をした騒動を受け、教師への情熱を完全に無くすべく阿久津を退任へ追いやり、東京都教職員再教育センターに送り込むよう東京都教育委員会に圧力をかける。しかし、結果的に阿久津をより強靭な信念を持つ鬼教師へと変貌させる切っ掛けとなり、この目論みは大きく外れる事になる。

#### 中泉小学校6年2組の児童
五十音順に記載。
青木宏之（あおき ひろゆき）
演 - 奥井一良

池原 瞳（いけはら ひとみ）
演 - 池澤ひとみ

植垣 優（うえがき ゆう）
演 - 山内颯
クラスメイトである奥平ナオト、坂口丈二、坂東竜平、森慎之介と同様、宮内英二の言いなりで里中翼を虐める男子児童。里中が不登校に陥ると、今度は宮内の命令のまま不本意ながら奥平を虐めるようになる。
大原 彩（おおはら あや）
演 - 大橋彩香
岡本 一平（おかもと いっぺい）
演 - 難波勇矢
奥崎 りな（おくざき りな）
演 - 奥田れな（現・神崎れな）
奥平 ナオト（おくだいら ナオト）
演 - 池田晃信
里中の後ろの席に座っている。植垣、坂口、坂東、森と同様、宮内の言いなりになって里中を虐めていたが、里中の不登校時には新たな虐めの標的にされてしまう。その様子を見た担任・阿久津真矢は、「今度は違う子を虐めるつもり？」と宮内を問い詰めている。

金田 明（かねだ あきら）
演 - 金杉明美

具志堅 成美（ぐしけん なるみ）
演 - 金城成美
後藤 優子（ごとう ゆうこ）
演 - 後町有香
坂口 丈二（さかぐち じょうじ）
演 - 中田晴
クラスメイトである植垣、奥平、坂東、森と同様、宮内の言いなりで里中を虐める男子児童。里中が不登校に陥ると今度は宮内の命令で不本意ながら奥平を虐めるようになる。
里中 翼（さとなか つばさ）
演 - 伊藤大翔
エピソード2の中心となる男子児童。優しい性格だが気弱で勉強や運動が苦手で、クラスメイトから執拗な非難を受けて虐めを受けている。さらには財布泥棒の犯人に仕立て上げられ、そのショックで不登校となってしまう。
学校に来なくなったことを心配して家庭訪問に来た担任・阿久津から虐めに負けない勇気を持つ事を教えられ、宮内がクラスの支配者だという事を阿久津に告げる。後にその事を感づいた宮内に襲われ「君はどうせ幸せになれないんだからさ、さっさと死ねば？」と罵倒された事で入水自殺に追い込まれるも、直後に現場に駆けつけた阿久津の懸命な救命処置により、一命を取り留めた。
しかし、宮内のことは自身に対する虐めを首謀していたにも関わらず、全てを許した上でクラスメイトとして気にかけていた。阿久津と偶然学習塾の前で再開した際には、自身が学校に毎日通うようになり誰からも虐められなくなった事、反対に宮内がクラス中から無視されている事や学校を辞めようとしている事を阿久津に伝えている。転校予定の当日に彼のもとへ心配して駆け寄り、阿久津の説得によって宮内が教室へ戻った際にはともに笑顔を見せるなど和解への兆しを見せた。
滋賀 唯奈（しが ゆいな）
演 - 滋賀谷ゆい
新川 七美（しんかわ ななみ）
演 - 新谷七聖
国語の授業の際たまごっちのアラームが鳴りだした事で真矢に没収されてしまう。「反省文を書いて提出したら返してあげる」と真矢に諭されたが、「いいんですか？親に言って。先生に無理やり取られたって」と切り返した。ナオトの財布盗難事件の後、真矢の命令で屋上の掃除をしていた際は取り巻きの女子と共に英二に「何で真矢の言う事なんか聞いたの？」と話しかけた。
太宰 仁（だざい じん）
演 - 鈴木龍之介
壇 邦彦（だん くにひこ）
演 - 東郷雅広
月山 冴子（つきやま さえこ）
演 - 津久井咲恵子
坂東 竜平（ばんどう りゅうへい）
演 - 井津元悠汰
里中の前の席に座っている男子児童。植垣、奥平、坂口、宮内、森と共に里中を虐め、里中が不登校に陥ると、今度は宮内の命令で不本意ながら奥平を虐めるようになる。緑の服とジーンズがトレードマーク。
万城 麻里（ばんじょう まり）
演 - 馬場麻里那
比嘉 涼太（ひが りょうた）
演 - 渡辺悠
隈ができている。
藤原　真理佳（ふじはらまりか）
演 - 藤谷舞華
南風原 めぐみ（はえばる めぐみ）
演 - 須田恵美
松本 薫（まつもと かおる）
演 - 松尾薫

丸山鋭人（まるやま えいと）
演 - 五十嵐真人
宮内英二（みやうち えいじ）〈13〉
演 - 森田直幸
エピソード2の中心人物。元々は私立の小学校に通っていたが、5年生の時に持病の心臓疾患で一年間入院していたため進級できず、中泉小学校に転入してきた。そのため実年齢は一般の小学6年生より一つ上の13歳であり、体もクラスメートと比べ一回り大きい。眉目秀麗に加え、文武両道の優等生で教師からの評判も高いが、過去に親の圧力を利用して担任教師を2人辞めさせるなどクラスを影で支配しており、公式ガイドブックでは「帝王」という異名がつけられている。常にジーンズを履き、持ち歩いているボールペンでペン回しをする癖がある。
クラスでは教師たちの知らないところで「トレーニング」として取り巻きの児童たちに里中への虐めを扇動し、給食や掃除の当番もすべて他のクラスメイトに押し付けていた。ついには里中が担任・阿久津に自身がクラスの支配者である事をばらした事に逆上し、入水自殺を強要し殺害を試みる。この事で阿久津に体育館の器具庫へ呼び出されても「どうして人を殺しちゃいけないんですか？」と平然と聞き返すなど反省の意志を示さず、阿久津から体罰を受けた事に激昂して殴り合いの喧嘩に発展、金属バットや木刀で殴りつけたり、カッターナイフで切りつけたりするなど彼女に大怪我を負わせた。阿久津の胸にある古い向こう傷はこの際に宮内から受けた暴行によるものである。その後、傷だらけになった阿久津から、これまで他人に与えてきた「痛み」を教える目的で首を締めつけられながら、（息子・翔との思い出を踏まえた上で）殺人を犯してはならない理由を教え諭されるも、この騒動により阿久津を退職に追い込んでしまう。
阿久津との騒動後、一転してクラスメイト全員から無視された事に傷心し、不登校に陥った挙句両親に勧められるがまま他の学校へ転校しようとするが、偶然再会した阿久津の説得を通じてかつての虐めの標的である里中の優しさに触れた事によって、両親との決別を決意し転校を思い留まる。事実上、阿久津が救った問題児はこれで2人目となる。このときになって初めて阿久津の本心を知り、心から謝罪しながら感謝の念を伝えた際に「（虐めを行った）罰」という名目で愛用のボールペンを阿久津に譲り渡している。このペンは本編第11話（最終回）で真矢がチンピラから児童たちを守る際、窮地を救うのに役立っている。ちなみに阿久津は宮内にこのペンを「返してほしければいつでも会いに来て。」と言っていたが、連絡を取り合っているのかは分からずその後の宮内の動向は不明。
森 慎之介（もり しんのすけ）
演 - 安達直人
クラスメイトである植垣、奥平、坂口、坂東と同様、宮内の言いなりで里中を虐めていたが、里中が不登校に陥ると今度は宮内の言いなりで不本意ながら奥平を虐めるようになる。
渡部 華蓮（わたべ かれん）
演 - 渡邉華珠

#### 現在（2006年）の登場人物（エピソード2）
真鍋 由介
演 - 松川尚瑠輝
公立中学校に通う中学1年生の男子生徒。幼馴染かつ親友で区立半崎小学校6年3組時代にクラスメイトだった神田和美と同じく、同級生・ヤナギバノブヤとの事で区立半崎小学校6年3組時代の恩師・阿久津真矢に相談する。阿久津と再会した際はヤナギバに暴力を振るわれた事で松葉杖を手にし、足を引きずりながら阿久津に駆け寄った。
ヤナギバ ノブヤ
真鍋の同級生。足立区在住。実家は鉄工所。
1年留年している。真鍋とは「青春金属バット」のコンビを組む仲だが、激昂すると我を忘れる性格で、真鍋と共に職員室に侵入して自身の担任の机を荒らした際に止めに入った真鍋にさえも暴力を振るってしまうほど。
担任
真鍋とヤナギバの担任。厳格かつ傲慢な性格でいつも成績の悪い2人を馬鹿にしている。ヤナギバに職員室で自分の机をメチャクチャに荒らされた際は激昂し「犯人が見つかるまで絶対に許さない。知ってて黙ってる児童も同罪だ」までと言う。その後自ら謝罪に申し出た真鍋達に「お前らのような奴が日本を駄目にするんだ！」と激昂するが真鍋曰く必死の土下座で許したらしい。

## スタッフ
- 脚本 - 遊川和彦
- 演出 - 大塚恭司、岩本仁志、渡部智明、木内健人
- 音楽 - 池頼広、麻吉文（エピソード2のみ）
- スタントコーディネート - 釼持誠（エピソード2）
- プロデューサー - 大平太（日本テレビ放送網）、仲野尚之（日活撮影所）
- 美術デザイン - 高野雅裕
- 製作協力 - 日活撮影所
- 製作著作 - 日本テレビ放送網[13]

## 主題歌・サウンドトラック
- EXILE「EXIT」（2005年8月24日、rhythm zone）
- 池頼広「女王の教室 オリジナルサウンドトラック」（2005年9月15日、バップ）
- 池頼広「女王の教室 special edition 〜the best selection of 池瀬広〜」（2006年4月5日、バップ）

## 放送日程
- 番組視聴率は関東地区のもの。サブタイトルはDVDから掲載しているが、公式ガイドブック『The Book』では一部のサブタイトルが異なっているなど、あいまいなものもある。

連続ドラマ
| 各話                                                       | 放送日        | サブタイトル                                         | 演出     | 視聴率 |
| ---------------------------------------------------------- | ------------- | ---------------------------------------------------- | -------- | ------ |
| 第1話                                                      | 2005年7月02日 | 悪魔のような鬼教師に戦いを挑んだ六年生の一年間の記録 | 大塚恭司 | 14.4%  |
| 第2話                                                      | 7月09日       | 鬼教師の目に涙!?                                     | 岩本仁志 | 16.6%  |
| 第3話                                                      | 7月16日       | 親友・裏切り・涙                                     | 岩本仁志 | 17.0%  |
| 第4話                                                      | 7月23日       | みんなにドロボウと呼ばれて                           | 大塚恭司 | 14.1%  |
| 第5話                                                      | 7月30日       | 友達も消えた...                                      | 渡部智明 | 13.8%  |
| 第6話                                                      | 8月06日       | 夏休みはありません!                                  | 岩本仁志 | 16.9%  |
| 第7話                                                      | 8月13日       | 学校が燃える夜                                       | 大塚恭司 | 16.5%  |
| 第8話                                                      | 8月20日       | 卒業行事はやりません。                               | 木内健人 | 14.6%  |
| 2005年8月27日は『24時間テレビ28』放送のため休止。          |               |                                                      |          |        |
| 第9話                                                      | 9月03日       | 鬼教師への刺客                                       | 岩本仁志 | 17.4%  |
| 第10話                                                     | 9月10日       | 最後の授業                                           | 渡部智明 | 19.7%  |
| 最終話                                                     | 9月17日       | 真矢のいない卒業式                                   | 大塚恭司 | 25.3%  |
| 平均視聴率 17.3%（視聴率は関東地区・ビデオリサーチ社調べ） |               |                                                      |          |        |

スペシャル
| 放送日        | サブタイトル（ラテ欄）  | 演出     | 視聴率 |
| ------------- | ----------------------- | -------- | ------ |
| 2006年3月17日 | エピソード1〜堕天使〜   | 岩本仁志 | 18.7%  |
| 2006年3月18日 | エピソード2〜悪魔降臨〜 | 大塚恭司 | 21.2%  |

## エピソード
- 天海は、宝塚時代に『川霧の橋』や『銀の狼』で冷酷な悪役を演じているものの、女優としての悪役は初挑戦であった。
- キャストの一部やスタッフ全員によるダンスシーンからなるED映像は、本編の内容が冷酷で過激である分、せめて最後は明るく締めようと思った天海が発案したものであるという報道がされていたが、後に本人が否定した[14]。撮影終了後に天海が児童役の子役たちやスタッフに微笑みかけるシーンも挿入されている。このダンスの振付担当は、宝塚歌劇団の振付も担当する川崎悦子。公式BBSでは、「宝塚時代を思い出す」との書き込みも見られた。ただし劇中では、最終話ラストシーンで初めて笑顔を見せるまで笑顔のシーンはほとんどなかった。
- 放送から14年後の2019年に遊川がテレビ朝日で脚本を手掛けたドラマ『ハケン占い師アタル』に志田がレギュラー出演するが、その役名が本作品での志田の役名と一字違い（読みは同じ）の『神田和実』（かんだ かずみ）であった。遊川によれば「志田さんの役は『女王の教室』から14年後のイメージで書いた」ことを明らかにしている[15]。
- 収録中、天海は子どもたちにむやみに近づかないなどの「役づくり」を徹底させたが、一方で子役陣への演技指導や相談に応じるという気配りも欠かさなかった。クランクアップ後、出演した児童役の役者一人ひとりに天海から卒業証書が授与され、その際に「本当はみんなとたくさん遊びたかったですし、たくさんしゃべりたかったんですが、児童役に立ち向かうのは怖くもありプレッシャーでもありました」と涙ながらに語った。また、志田とのラストシーン撮影後に「（ずっと撮影だったから）彼女にもう1か月夏休みをあげてほしい」と語っている。
  - 伊藤沙莉は天海から「あなたはカメラが自分に向いてないときでも、必ずしっかりお芝居をしている。いつか誰かが見つけてくれるから、手を抜いたり気を抜いたりしないで。あなたは素敵だから、ずっとそのままでいて」と言葉をかけられ、それをずっと守ってきたと話す[16]。
- ロケは2001年に廃校となった台東区立田中小学校で行われた。教室のスタジオセットは、後に『野ブタ。をプロデュース』（日本テレビ）や『スクール!!』（フジテレビ）でも手直しをされながら使用された。
- 6年3組の教室の黒板の色は真矢の黒い服が映えるように特注で通常よりも明るい緑にしてある。
- 梶芽衣子主演『女囚さそり』シリーズを演出の設定でモチーフにしていると演出家の大塚恭司が述べている。
- 神田家のテレビ画面には、「エンタの悪魔」というお笑い番組が映っており、これに登場していたお笑いコンビ「島田夫妻」が、実際に『エンタの神様』に出演することになった。『ミンナのテレビ』で、青木さやかによる「青木女王の教室」というパロディも作られた。決めゼリフの「いい加減目覚めなさい」というセリフも青木が発言している。神奈月が『ものまねバトル』で真矢の物真似をしたが、「いい加減目を覚ましなさい」と言い間違えてしまった。ピン芸人の田上よしえも、『女王の教室』のパロディコントを披露している。
- 脚本の遊川和彦は「物語の主人公となるのは神田和美である」と語っている。演者の志田はオーディションには元々参加していなかったが、最後の最後でスタッフに発掘され、和美役に選出された。
- 6年3組の児童役決めには時間を要し、特に和美役と由介役は何度もオーディションを繰り返すほど難航を極めていた。由介役の場合、頭を悩ませていたスタッフの1人が当時関西で頭角を表していた松田和に出演をオファーを出すが、スケジュールが合わず出演を断念[注 28]。和美役に至っては当時志田の存在無しに本作品の放送の実現はあり得なかったとスタッフに言わしめており、オーディションの際には、あまりの逸材ぶりにスタッフの間では歓声とどよめきの声が漏れていたほどである。しかし、「なぜこんなに大人しい子が最終審査にいるんだろう」と不思議がった審査員もいたという。和美役のオーディションは当初、梶原ひかりも参加していたが、途中で自分には不適任と判断し、自ら佐藤恵里花役に立候補した。その結果、児童役決定第1号となった。
- なお、1年半後『女王の教室』スタッフで『演歌の女王』が製作されたが、このドラマで志田の出演は無かった。代わりとして、半海一晃演じる医師の役名が「志田」、病院名も「志田病院」となった。
- 放送から14年後、2019年12月31日放送の『ダウンタウンのガキの使いやあらへんで! 絶対に笑ってはいけない青春ハイスクール24時!』にて、天海が当ドラマの真矢役（肩書は「ヘイポーお豆ヶ丘高校」理事長）で出演した。笑わないはずの真矢が遠藤章造のギャグでつい笑ってしまったため、ダウンタウンらをより苦しめることになる。

### スポンサーの対応
本作品では、本編の過激な内容からスポンサー各社に苦情が寄せられたことを受け、提供クレジットの表示を自粛する動きが出た。
番組スポンサーのうち、花王は当初から提供クレジットを表示していなかったが、第5話 - 第8話では全スポンサーが提供クレジットを表示せず、表向きは「パーティシペーション」の状態となった。第9話では明治製菓の1社のみが表示され、第10話・最終話ではこれにコカ・コーラを加えた2社が提供表示された。
ただし、提供クレジットを表示しなかったスポンサーのCMもスポットCMのような形で放映された。なお、SPエピソード2の前半1時間（土曜21時台）で提供クレジットを表示したスポンサーは、先述の2社と、NTTドコモの3社のみであった。
また、番組開始当初の提供クレジットは日本テレビで定められているものではなく、ドラマ独自の物を使用していたが第9話以降とスペシャルでは日本テレビで定められている物を使用した。

## ネット局
- 同時ネット - テレビ大分[注 30]、テレビ宮崎を除く日本テレビ系列28局
- 月曜14:05 - 15:00 - テレビ大分（日本テレビ系列・フジテレビ系列とのクロスネット）
- 火曜22:00 - 22:54 - 沖縄テレビ（フジテレビ系列）
- 土曜16:00 - 16:54 - 宮崎放送（TBS系列）、3ヶ月遅れ

## 関連商品

### 書籍
- 女王の教室 The Book - 日本テレビ編（2005年9月12日）
- 女王の教室 The Book エピソード1&2 - 日本テレビ編（2006年3月17日）
- シナリオ（第1話・最終話掲載）

### DVD
- 女王の教室 vol.1 - 4（2005年12月21日、バップ）
女王の教室 DVD-BOX（2005年12月21日、バップ） - BOXのみ特典DISC付
- 女王の教室スペシャル「エピソード1〜堕天使〜」、「エピソード2〜悪魔降臨〜」（2006年6月21日、バップ）
女王の教室スペシャル DVD-BOX（2006年6月21日、バップ）

#### DVDについて
- DVD特典の6年3組創作ダンスノーカット映像で実際に踊っているのは21人だけである。和美・由介・進藤は出演していない。
- 上述の「エンタの悪魔」に出演した「お宮の松」が松川に指導した一発ギャグ（師匠であるビートたけしの「コマネチ」）は、本編でカットされているが、DVD特典に収録されている。
- 第1話、真矢が児童たちに特権階級について語るシーンで、「ディズニーランドだって、特別の出入口から入って人気のアトラクションも並ばずに乗ることができる」と言う台詞のうち、「ディズニーランドだって」の部分が商標権の問題によりカットされている[注 31]。

女王の教室 vol.1 のみある特典映像
TVスポット×15タイプを特別収録!
DVD-BOXの収録話数
- 女王の教室 vol.1 第1話 - 第2話
- 女王の教室 vol.2 第3話 - 第5話
- 女王の教室 vol.3 第6話〜 - 8話
- 女王の教室 vol.4 第9話〜 - 11話（最終回）

DVD-BOXのみ付いている特典DISCに収録されている特典
- 「&日テレ」「CD&BOOKプレゼント」スポット集
- エンディング　天海祐希フルダンス
- 未公開カット映像集
- オーディション、リハーサル・カメラテスト、本番映像
- 劇中のお笑い番組「エンタの悪魔」

<出演①猫ひろし ②ヘイパービゥウ　③島田夫妻④ビートニクスコメディーショー⑤俺のバカ
- 感動の最終回収録現場にカメラが潜入した「ザ!情報ツウ」取材VTR
- 全キャスト紹介

女王の教室スペシャルDVD-BOXのみ付いてる特典DISCに収録されている特典
- 和美&由介 MC集−1
- 和美&由介 MC集−2
- 天海祐希インタビュー
- エンディングテーマ歌詞和訳付き
- 森田直幸(英二役)インタビュー後藤果萌(愛役)インタビュー
- 連ドラ6年3組リハーサル
- PRスポット集（計68min）

## 韓国ドラマ
2013年6月12日より8月1日まで毎週水曜日、木曜日21:55 - 23:05に放送された韓国のリメイクテレビドラマ。

### キャスト
- マ・ヨジン - コ・ヒョンジョン[18]
- シム・ハナ - キム・ヒャンギ[18]
- オ・ドング - チョン・ボグン[18]
- キム・ソヒョン - キム・セロン[18]
- ウン・ボミ - ソ・シネ[18]
- コ・ナリ - イ・ヨンユ[18]
- ヨン・ヒョンジャ - ユン・ヨジョン[18]
- ソン・ヨンマン - イ・ギヨン[18]
- ク・ジャソン - チョン・ソギョン[18]
- ヤン・ミニ - チェ・ユニョン[18]
- チョン・ファシン - チン・ギョン[18]
- ジャスティン - リッキー・キム[18]
- ナリの母 - ピョン・ジョンス[18]
- ハナの母 - イ・アヒョン[18]
- ハナの父 - キム・ヨンピル[18]
- ハン・ソニョン - チュ・イェジン[18]
- ソン・ファジョン - チョン・ジイン[18]
- ユン・ジミン - パク・イジン[18]
- ファン・スジン - ジェイニ[18]
- イ・ダイン - キム・ジョンヨン[18]
- キム・テソン - ジフン[18]
- チェ・ビンナ - カン・ジウォン[18]
- チャ・ジョンス - イ・ジオ[18]
- カン・ミンジェ - キム・ジソン[18]
- キム・ガユル - ヤン・ヒェギョン[18]
- ハン・グク - キャッスルジェイ[18]
- イ・ドンジン - ヒョン・ソクチュン[18]
- ピ・ウンス - シン・イジュン[18]
- チョン・サンテク - イム・ジェノ[18]
- クォン・ヒョクピル - パク・ウリム[18]
- チョ・ヨンフ - リュ・ウイヒョン[18]
- パク・キョンヒョン- キム・サンウ[18]
- ユ・ソクファン - ユン・ヘソン[18]
- ソン・インボ - カン・ヒョヌク[18]
- オ夫人 - ナム・ミョンリョル[18]
- シム・ハユン - ユン・ジウォン[18]
- トングの母 - チャン・ガヒョン[18]
- キム・ドジン - チャニ[18]